# Mikroregion Andradina

Mikroregion Andradina

Mikroregion Andradina – mikroregion w brazylijskim stanie São Paulo należący do mezoregionu Araçatuba.

## Gminy
- Andradina
- Castilho
- Guaraçaí
- Ilha Solteira
- Itapura
- Mirandópolis
- Murutinga do Sul
- Nova Independência
- Pereira Barreto
- Sud Mennucci
- Suzanápolis